# Lake Jackson
Lake Jackson è un centro abitato degli Stati Uniti d'America, situato nella contea di Brazoria dello Stato del Texas.
Lake Jackson prende il nome da una lanca omonima, sita alla periferia della città. Il lago prende il nome a sua volta dalla famiglia la cui piantagione sorgeva in loco prima della guerra civile americana. I resti della Lake Jackson Plantation sono ancora oggi presenti in un parco apposito.

## Società

### Evoluzione demografica
Secondo il censimento del 2010, c'erano 26.849 persone, 10.319 nuclei familiari, e 7.134 famiglie residenti nella città. La densità di popolazione era di 1.386,0 persone per miglio quadrato (535,1/km²). C'erano 11.149 unità abitative a una densità media di 550,2 per miglio quadrato (212,4/km²). La composizione etnica della città era formata dall'84,36% di bianchi, il 5,10% di afroamericani, lo 0,52% di nativi americani, il 3,14% di asiatici, lo 0,04% di isolani del Pacifico, il 4,44% di altre etnie, e il 2,40% di due o più etnie. Gli ispanici o latinos di qualunque razza erano il 20,53% della popolazione.
C'erano 9.588 nuclei familiari di cui il 42,6% avevano figli di età inferiore ai 18 anni, il 64,7% erano coppie sposate conviventi, l'8.5% aveva un capofamiglia femmina senza marito, e il 23,4% erano non-famiglie. Il 20% di tutti i nuclei familiari erano individuali, e il 7,3% aveva componenti con un'età di 65 anni o più che vivevano da soli. Il numero di componenti medio di un nucleo familiare era di 2,74 e quello di una famiglia era di 3,18.
In città, la popolazione era distribuita con il 26,41% di persone sotto i 18 anni, il 5,61% di 20 ai 24, il 12,51% di 25 ai 34, il 20,60% di 35 ai 49, il 20,10% di 50 ai 64, e il 12% di persone di 65 anni o più. L'età media era di 35 anni. Per ogni 100 femmine c'erano 96,06 maschi. Per ogni 100 femmine dai 18 anni in giù, c'erano 94,3 maschi.
Il reddito medio di un nucleo familiare era di 60.901 dollari, e quello di una famiglia era di 69.053 dollari. I maschi avevano un reddito medio pro capite di 60.143 dollari contro i 30.398 dollari delle femmine. Il reddito medio pro capite totale era di 25.877 dollari. Circa il 5,4% delle famiglie e il 6,4% della popolazione erano sotto la soglia di povertà, incluso il 6,5% di persone sotto i 18 anni e il 6,7% di persone di 65 anni o più.